# Dolmen von Quéric La Lande
Die Dolmen von Quéric La Lande (auch Dolmen von Kéric-la-Lande Dolmen VON Quelvezin oder Dolmen d'Er-Roch-Vras) liegen etwa 80 m nördlich von Quéric-la-Lande, 200 m westlich der Bahnlinie Auray–Quiberon, nördlich von Carnac in der Bretagne in Frankreich. Dolmen ist in Frankreich der Oberbegriff für neolithische Megalithanlagen aller Art (siehe: französische Nomenklatur).
Die Dolmen 1 und 2 auch A und B von Quéric La Lande (auch Er Mané für Dolmen 1 und Roch-Vras oder Dolmen von Quelvezin für Dolmen 2) sind Gangdolmen (französisch Dolmen à couloir), die von der Vegetation überwuchert sind. Überreste der ursprünglichen Grabhügel sind noch sichtbar.
Die Dolmen aus der Jungsteinzeit sind seit 1931 als Monument historique eingestuft.

Dolmen von Quéric La Lande
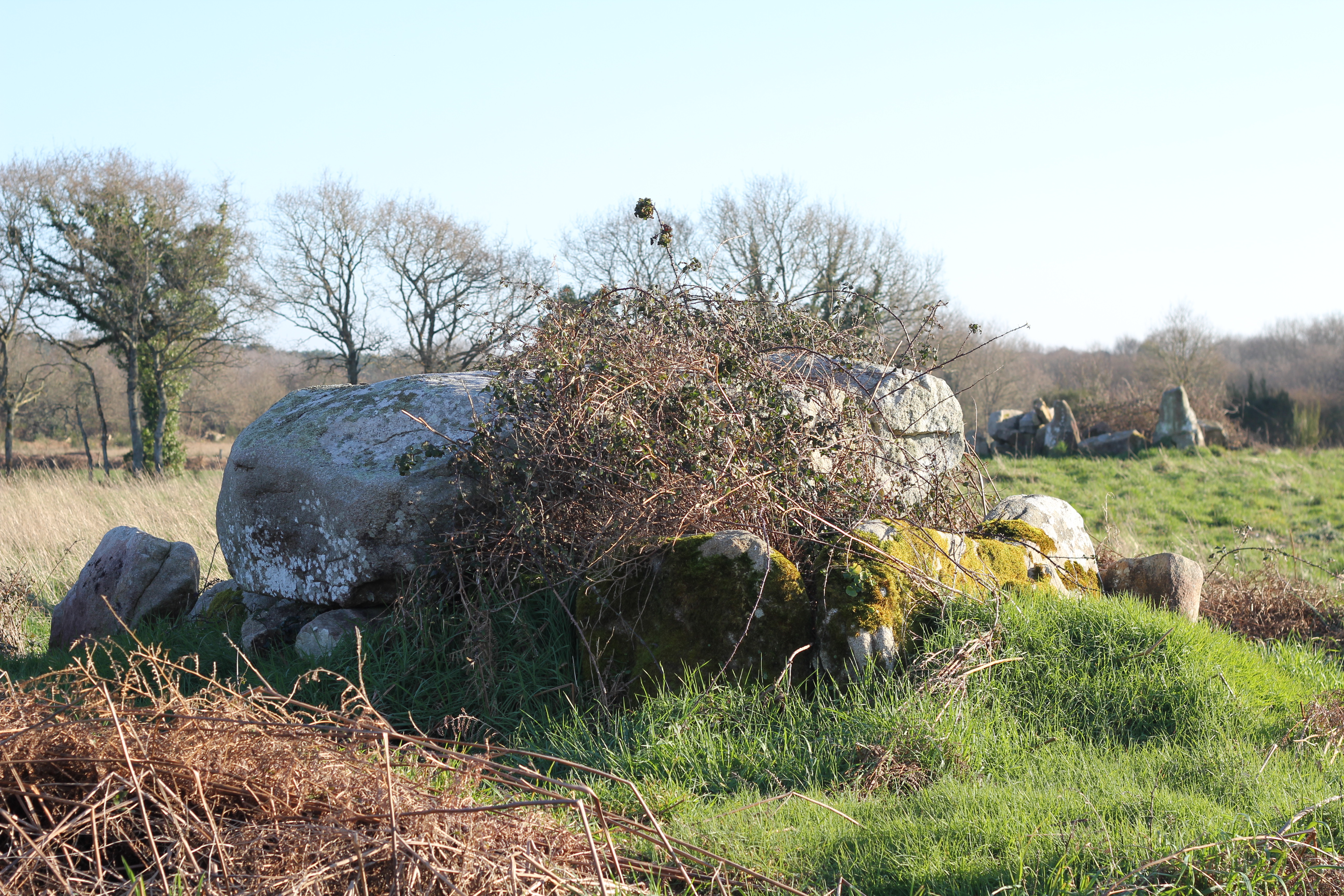
Dolmen 1 + 2
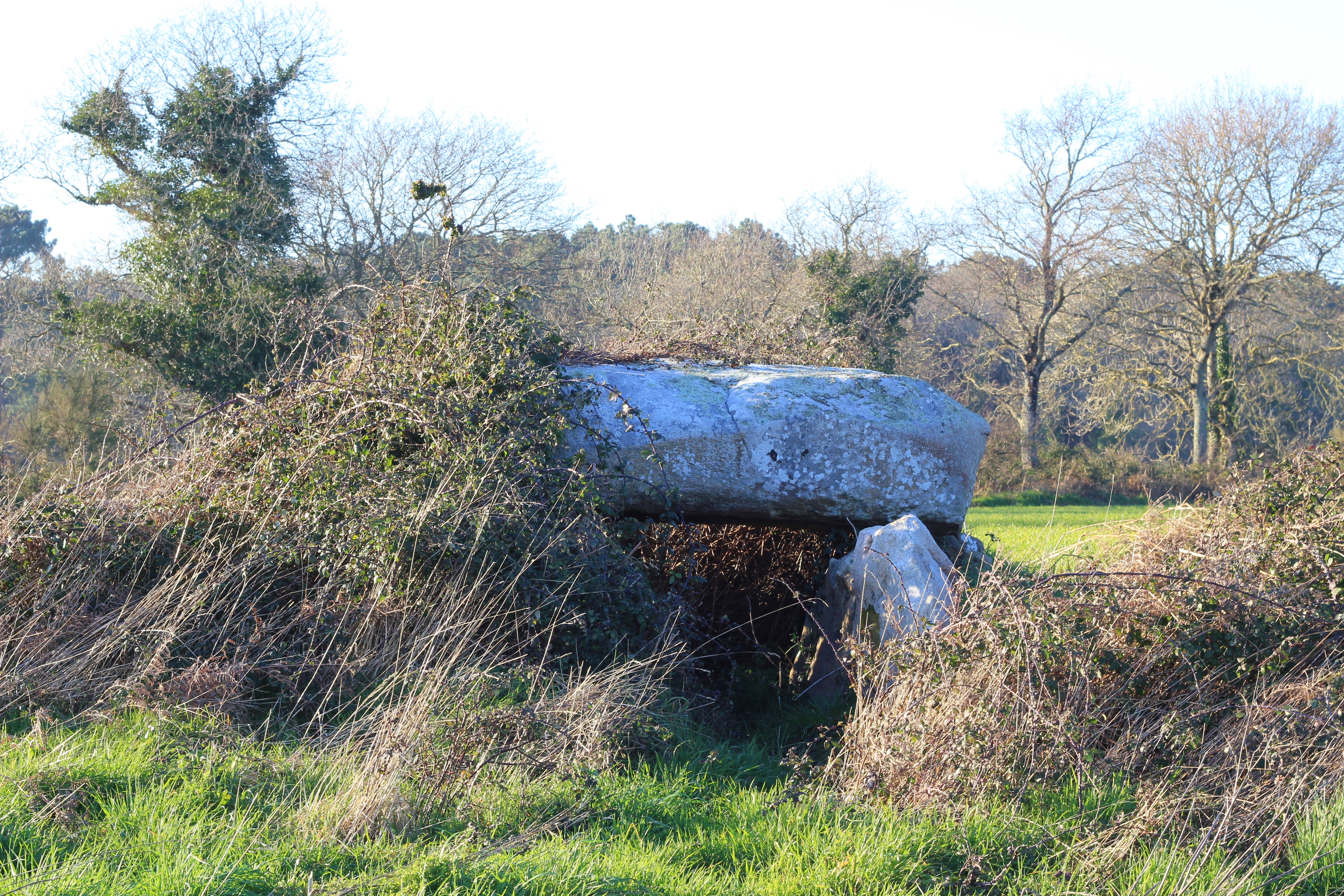
Dolmen 1
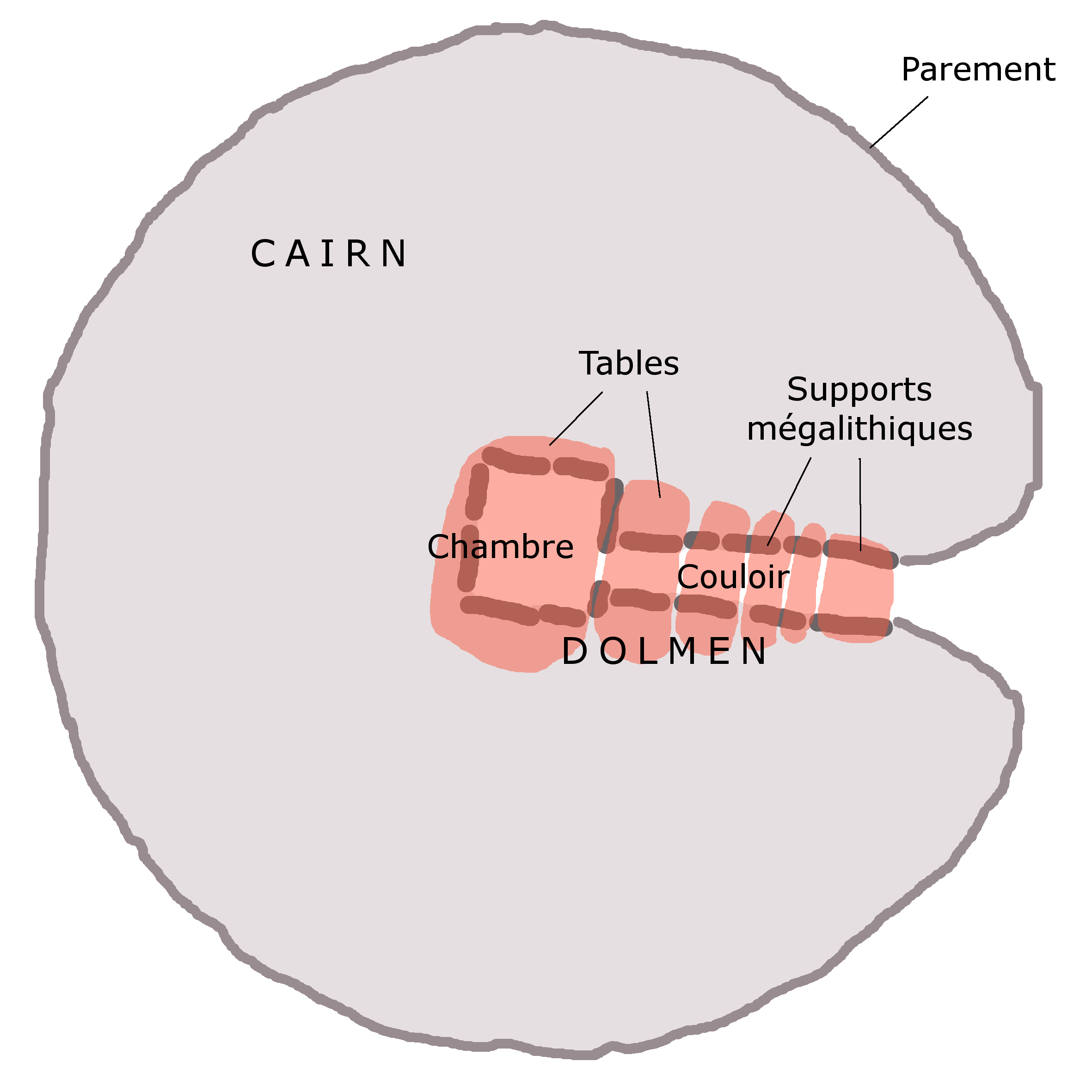
Idealtypischer Gangdolmen
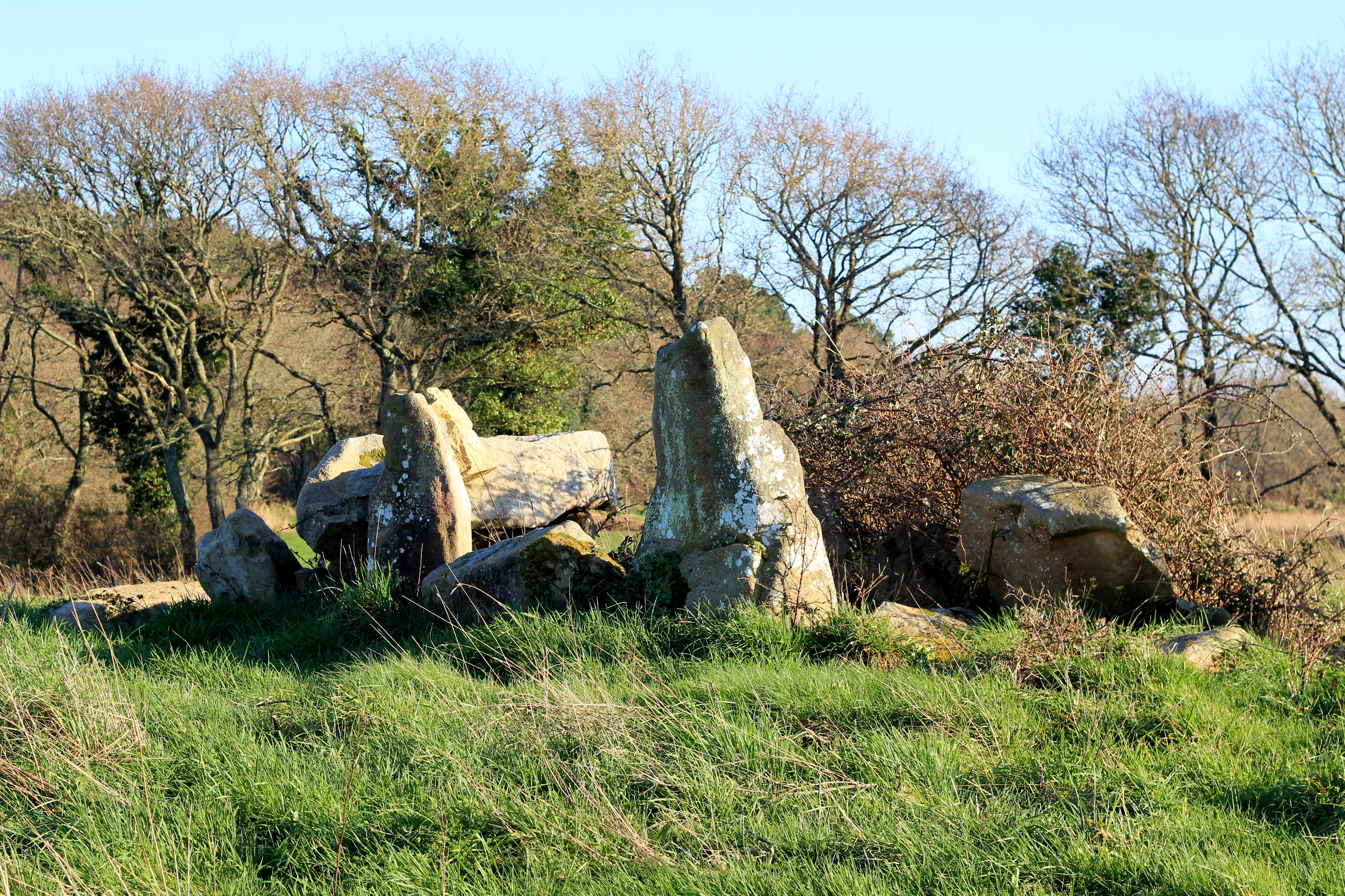
Dolmen 2
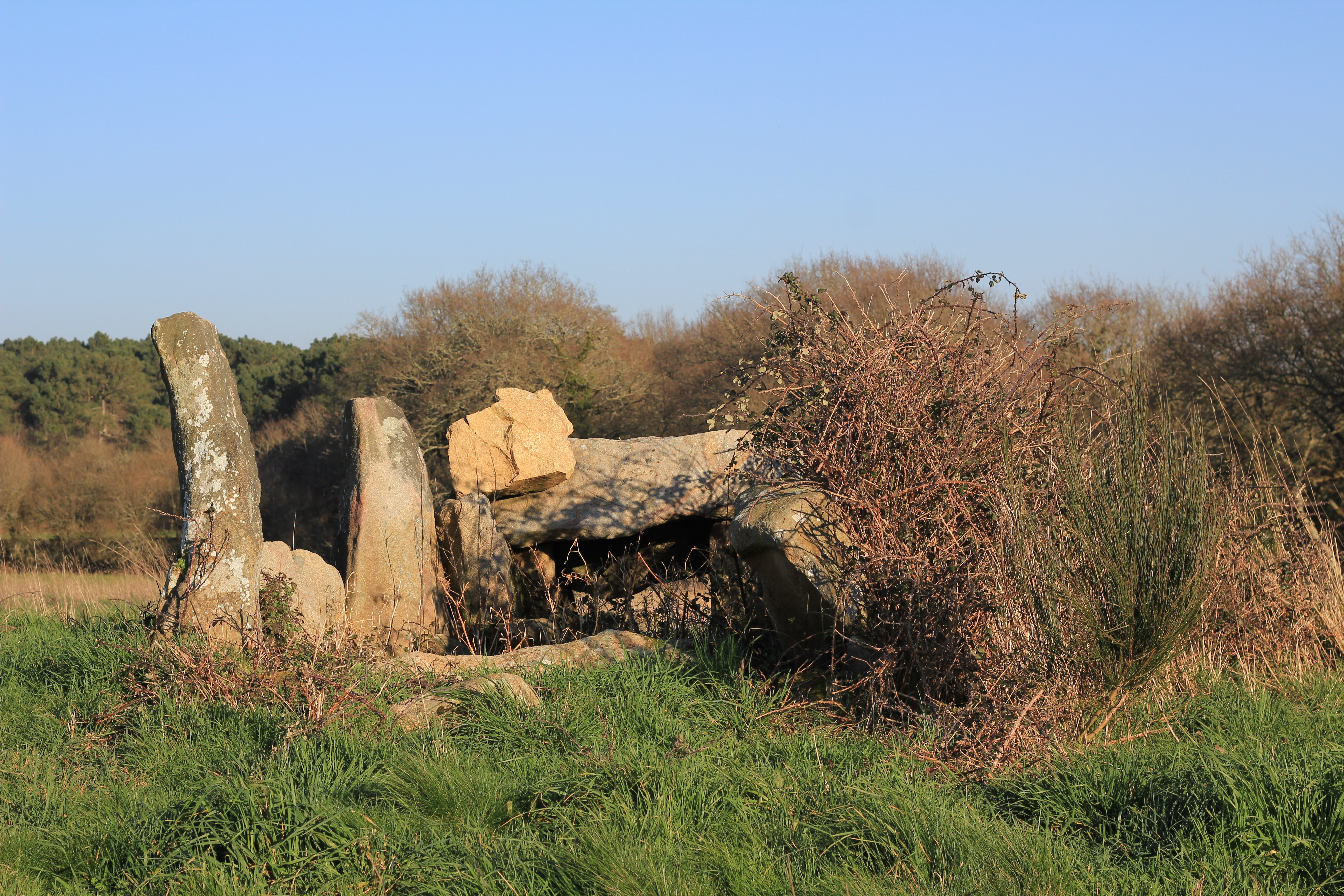
Dolmen 2